# طرد عیسی

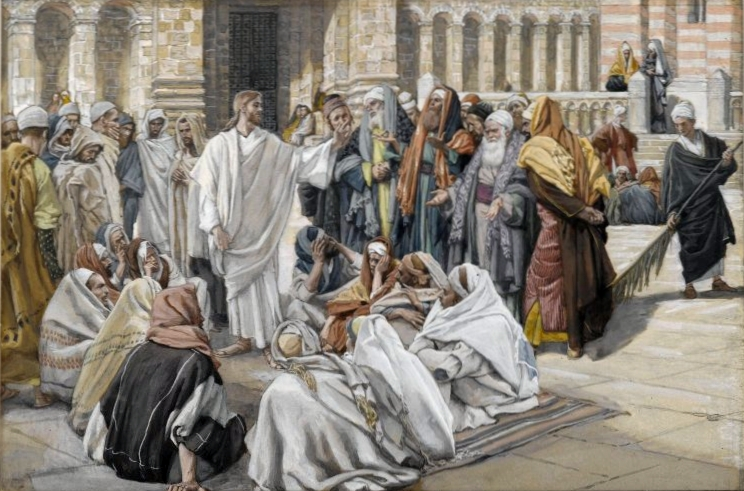
تابلوی نقاشی ای در موزه بروکلین

طرد عیسی (انگلیسی: Rejection of Jesus) تعدادی بخش و قسمت در عهد جدید وجود دارد که در آن عیسی طرد اجتماعی شده‌است. عیسی در یهودیت به عنوان یک مدعی «ماشیح» (مسیح و موعود آخرالزمانی یهودی) ناکام  و یک پیامبر دروغین توسط همه فرقه‌های یهودیت رد شده‌است.